# Bairdia subdeltoidea
Bairdia subdeltoidea är en kräftdjursart. Bairdia subdeltoidea ingår i släktet Bairdia och familjen Bairdiidae. Inga underarter finns listade.